# فيل إيبس
فيل إيبس (بالإنجليزية: Phil Epps)‏ هو لاعب كرة قدم أمريكية أمريكي، ولد في 11 نوفمبر 1959 في أتلانتا في الولايات المتحدة.

## وصلات خارجية
- فيل إيبس على موقع مرجع كرة القدم المحترفة.كوم (الإنجليزية)